# Guild Wars: Nightfall
El lanzamiento de Guild Wars: Nightfall tuvo lugar el 27 de octubre de 2006. Es un capítulo independiente, con la posibilidad de unir su contenido al de las anteriores entregas o jugarlo por separado.
Esta expansión presenta una nueva campaña PVE situada en el continente de Elona, un gran desierto similar al del norte de África. Incluye dos nuevas clases, el Paragón y el Derviche, y mejoras PvE, tales como la posibilidad de unir a tu grupo hasta tres héroes. Además incluye un nuevo modo PvP que son las arenas por equipos donde dos jugadores junto con tres héroes adicionales se enfrentaran por la victoria. Estos héroes son personajes no controlables que pueden acompañar a tu personaje, al igual que en las entregas anteriores, con la diferencia de que puedes elegir las habilidades que llevarán, así como su equipamiento.
También se incluye un sistema de "banderas" o señales que permiten tener un mayor control sobre el movimiento de los esbirros y héroes.

## Argumento
Tras la derrota de Shiro Tagashi en Guild Wars: Factions, la mariscal Kormir solicita la ayuda de nuevos héroes que la ayuden a enfrentar los ataques de pìratas o corsarios en la isla Istan que se ubica al sur del continente Elona. Durante la lucha contra los corsarios, Kormir y su nuevo héroe descubren que están sucediendo cosas extrañas en Istan como la muerte misteriosa de unos mineros en las ruinas arqueológicas de la ciudad de Fahranur, cuyos cadáveres estaban cubiertos con unas marcas púrpuras y además descubrieron que los ciudadanos de Fahranur fueron despertados por una fuerza demoníaca.   
- Datos: Q2478762